# ستيلا برينان
ستيلا برينان (بالإنجليزية: Stella Brennan)‏ هي فنانة نيوزيلندية، ولدت في 1974 في أوكلاند في نيوزيلندا.